# Eladi Costa i Planas
Eladi Costa i Planas (Badalona, 1884 - 8 de setembre de 1977) va ser un músic català.
Format a l'Acadèmia de Música de la Societat Filharmònica de Barcelona i a l'Acadèmia Granados. S'integrà en el Quartet de corda Picosfi, en col·laboració amb membres de la família Pichot, estant a cura de la viola. Després va ser fundador i pianista del Trio Pichot-Costa, que va assolir notable notorietat entre els anys 1900 i 1914, actuant a ciutats com Barcelona, Madrid o París. Després s'instal·là de nou a Badalona, on va exercir com a professor particular de piano i professor de solfeig a l'Escola Municipal de Música, de la qual va ser nomenat director i n'exercí el càrrec fins a la seva jubilació el 1954. Alhora fou mestre de capella de les parròquies locals de Sant Josep i Santa Maria. Al llarg de la seva vida també va fer director d'orquestra i de corals, i els darrers anys de la seva vida va compondre petites peces musicals de caràcter religiós.